# Команов, Геннадий Геннадиевич
Геннадий Геннадиевич Команов (4 февраля 1924, Ясиноватая, Донецкая губерния — 27 июня 2003, Днепропетровск) — специалист в области ракетной техники, кандидат технических наук (1974).
Талантливый организатор производства, владеющий всеми тонкостями техники и технологии производства двигателей, космических аппаратов оборонного назначения. Много усилий приложил для создания Национального центра аэрокосмического образования молодежи Украины, определил основные направления его работы, передачи опыта и знаний будущим создателям ракетно-космической техники.
Автор 60 научных работ, имел 25 авторских свидетельств. Академик Международной академии биоэнерготехнологии (1995).

## Биография
Геннадий Геннадиевич Команов родился 4 февраля 1924 года в семье железнодорожника в п. Ясиноватая Авдеевского района Юзовского округа Донецкой губернии, ныне город областного подчинения Донецкой области Украины, контролируется Донецкой Народнаой Республикой.
С 1938 года член ВЛКСМ.
В 1942 году окончил школу на Урале, куда была эвакуирована семья; в июне 1942 года, призван в Красную Армию Березовским районным военкоматом Свердловской области. В 1942—1943 годах был курсантом школы авиамехаников в г. Кургане.
Участник Великой Отечественной войны с сентября 1943 года, был контужен. Прослужил в Советской Армии с 1942 по 1949 годы — механик 20-го гвардейского бомбардировочного авиационного Севастопольского полка дальнего действия 3-й бомбардировочной авиационной дивизии. Воевал на Дону, участвовал в боях на Курской дуге, в форсировании Днепра, в штурмах Кенигсберга, Варшавы, Берлина. Гвардии сержант Команов производил обслуживание самолётов Ил-4 и авиадвигателей М-88Б.
В 1949 году поступил в Днепропетровский Горный институт, во время практики поработал в подземном очистном забое на шахте в Донбассе. После решения правительства об организации физико-технического факультета при Днепропетровском государственном университете Геннадий Команов в 1952 году в составе группы студентов был переведён в госуниверситет и в 1954 году окончил его по специальности «инженер-механик» в области ракетной техники.
С 1954 года работал на Южном машиностроительном заводе:
- заместитель начальника цеха холодной штамповки (1954),
- начальник цеха главной сборки (1959),
- начальник отраслевого производства (1962),
- главный диспетчер — заместитель начальника производства завода (1964),
- начальник производства завода (1965),
- заместитель директора завода по основному производству (1974),
- главный инженер ПО «ЮМЗ» (1977).
- С 1982 по 1987 — директор Днепропетровского филиала НИИ технологии машиностроения.

Член КПСС.
Внес большой вклад в создание и освоение технологии производства боевых ракетных комплексов 8К63, 8К64, 8К65, 8К67, 8К67М, 15А14, 15А15, 15А16. С его участием освоено изготовление корпусов ракет из оребренных панелей сплава АМгб, отработана технология изготовления ампульного варианта изделия 8К67 повышенной герметичности, введен рентгенконтроль всех сварных швов, обеспечивающих герметичность изделий, проведен комплекс мероприятий по повышению качества и надежности изделий, позволивших продлить гарантийный срок боевого дежурства БРДД до двенадцати и более лет.
После ухода на пенсию и после распада Советского Союза Г. Г. Команов смог много сделать для нового государства, имя которому Украина. Особенно пригодился его опыт при создании Национального Центра аэрокосмического образования молодёжи Украины (НЦАОМУ) в г. Днепропетровске, директором которого он был с 1996 по 1997 годы.
Умер 27 июня 2003 года в городе Днепропетровске. Похоронен на Запорожском кладбище Днепропетровска.

## Память
- Имя Команова носит улица в г. Днепропетровске.
- В фондах исторического музея укомплектован мемориальный комплекс материалов Г. Г. Команова, который включает 60 музейных единиц.

## Награды и отличия
- Герой Социалистического Труда (23 июля 1969).
  - Орден Ленина
  - Медаль «Серп и Молот»
- Орден Ленина (17 июня 1961)
- Орден Отечественной войны II степени (6 ноября 1985[2])
- Орден Трудового Красного Знамени (1958, 1966)
- Орден Красной Звезды (17 мая 1945[3])
- 11 медалей, в том числе:
  - Медаль «За боевые заслуги» (15 августа 1944[4][5])
  - Медаль «За победу над Германией в Великой Отечественной войне 1941—1945 гг.»
  - Юбилейная медаль «Двадцать лет Победы в Великой Отечественной войне 1941—1945 гг.»
  - Юбилейная медаль «Тридцать лет Победы в Великой Отечественной войне 1941—1945 гг.»
  - Юбилейная медаль «Сорок лет Победы в Великой Отечественной войне 1941—1945 гг.»
  - Юбилейная медаль «50 лет Победы в Великой Отечественной войне 1941—1945 гг.»
- Ленинская премия (1961).

## Семья
Жена — Лидия Ефимовна